# Etiopienstenskvätta
Etiopienstenskvätta (Oenanthe lugubris) är en fågel i familjen flugsnappare inom ordningen tättingar. Den förekommer som namnet avslöjar i Etiopien, men även i höglänta delar i nordöstra Somalia och från södra Kenya till nordöstra Tanzania. Beståndet anses vara livskraftigt.

## Utseende och läte
Etiopienstenskvättan är en mörk stenskvätta med tydliga dräktsskillnader mellan könen. Hanen är svart ovan med en mörkstreckad grå hjässa. Färgen på undersidan varierar både geografiskt och mellan individer, antingen svart eller vit. Honan har mörkbrun rygg och kraftigt streckad ljusare undersida. Båda könen har beigefärgade undre stjärttäckare och en svart- och beigefärgad stjärt med det för släktet typiska T-mönstret. Sången består av en lång och musikalisk blandning av visslingar och pratiga toner.

## Utbredning och systematik
Etiopienstenskvätta delas in i tre underarter med följande utbredning:
- Oenanthe lugubris vauriei – förekommer i nordöstra Somalia
- Oenanthe lugubris lugubris – förekommer i höglandsområden i norra och centrala Etiopien
- Oenanthe lugubris schalowi – förekommer i höglandsområden från södra Kenya till nordöstra Tanzania

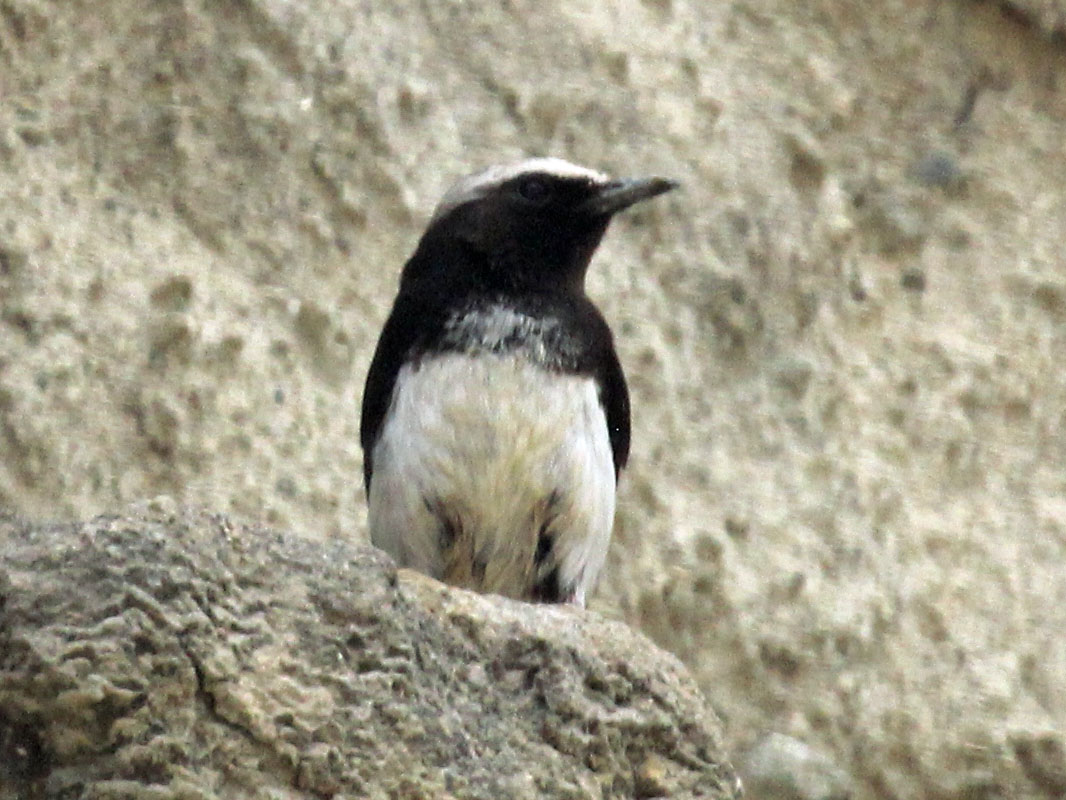
Etiopienstenskvätta av underarten schalowi.

Tidigare betraktades den som en underart till sorgstenskvätta. Genetiska studier visar dock att den är relativt avlägset släkt med sorgstenskvättekomplexet.

### Familjetillhörighet
Stenskvättorna ansågs fram tills nyligen liksom bland andra buskskvättor, stentrastar, rödstjärtar vara små trastar. DNA-studier visar dock att de är marklevande flugsnappare (Muscicapidae) och förs därför numera till den familjen.

## Levnadssätt
Etiopienstenskvättan hittas i klippiga och steniga områden med visst inslag av träd och buskar. 

## Status
Arten har ett stort utbredningsområde och beståndet anses vara stabilt. Internationella naturvårdsunionen IUCN listar den därför som livskraftig (LC).